# Matthieu Ladagnous
Matthieu Ladagnous (Pau, 12 de diciembre de 1984) es un ciclista francés que fue profesional entre 2006 y 2023, siempre ligado a las filas del equipo francés Groupama-FDJ.

## Trayectoria
Antes de dedicarse al ciclismo de carretera era un destacado pistard, modalidad en la que llegó a ser campeón de Francia y de Europa en diversas ocasiones. En 2008 participó en los Juegos Olímpicos de Pekín.
En diciembre de 2022 anunció que la de 2023 sería la última temporada de su carrera, habiendo formado parte durante toda ella del mismo equipo.

## Palmarés

### Ruta
2005
- Tour de Mainfranken, más 1 etapa
- Kreiz Breizh Elites, más 2 etapas

2006
- 1 etapa del Tour del Mediterráneo

2007
- Cuatro días de Dunkerque, más 1 etapa

2009
- Tropicale Amissa Bongo, más 1 etapa
- Polynormande

2011
- 1 etapa del Tour de Valonia
- 2 etapas del Tour de Limousin

2013
- Boucles de l'Aulne
- 1 etapa del Tour de Limousin

### Pista
2003
- 2.º en el Campeonato de Francia en madison

2004
- Campeonato de Francia de Persecución por equipos (con Fabien Patanchon, Mickaël Delage, Cédric Agez y Jonathan Mouchel)
- Campeonato de Francia de Madison (con Fabien Patanchon)

2005
- Campeonato de Francia de Persecución por equipos (con Anthony Langella, Fabien Sanchez y Mickaël Malle)
- 2.º en el Campeonato de Francia en madison

2006
- Campeonato de Francia de Persecución por equipos (con Mickaël Delage, Jonathan Mouchel, Sylvain Blanquefort y Mikaël Preau)

2011
- Campeonato de Francia de Persecución
- 3.º en el Campeonato de Francia de Persecución por equipos
- 3.º en el Campeonato de Francia de Puntuación

## Resultados en Grandes Vueltas
| Carrera | Carrera         | 2006 | 2007  | 2008 | 2009 | 2010 | 2011 | 2012 | 2013 | 2014 | 2015 | 2016 | 2017 | 2018 | 2019  | 2020 | 2021 | 2022 | 2023 |
| ------- | --------------- | ---- | ----- | ---- | ---- | ---- | ---- | ---- | ---- | ---- | ---- | ---- | ---- | ---- | ----- | ---- | ---- | ---- | ---- |
|         | Giro de Italia  | —    | —     | —    | —    | —    | —    | —    | —    | —    | —    | —    | 97.º | Ab.  | —     | —    | —    | —    | —    |
|         | Tour de Francia | —    | 112.º | —    | —    | 93.º | —    | 85.º | —    | 76.º | 71.º | Ab.  | —    | —    | 126.º | 94.º | —    | —    | —    |
|         | Vuelta a España | —    | —     | 89.º | 63.º | —    | —    | —    | —    | —    | —    | 98.º | —    | —    | —     | Ab.  | —    | —    | —    |

—: no participa
Ab.: abandono

## Equipos
- FDJ (2006-2023)
  - Française des Jeux (2006-2010)
  - FDJ (2010-2011)
  - FDJ-Big Mat (2012)
  - FDJ (2013-2018)
  - Groupama-FDJ (2018-2023)